# 田中龍彦
田中 龍彦（たなか たつひこ、1941年1月21日 - 2020年7月22日）は、日本の経営者。ニチロ社長、マルハニチロホールディングス会長を務めた。

## 経歴
群馬県出身。1963年に慶應義塾大学経済学部を卒業し、同年に日魯漁業(のちのニチロ)に入社。1993年6月に取締役に就任し、1996年4月に常務、1999年6月に専務を経て、2001年6月から2009年3月までに社長を務めた。2007年10月にはマルハニチロホールディングス会長に就任。
2020年7月22日心不全のために死去。79歳没。